# Los golfos
Los golfos és una pel·lícula espanyola de gènere dramàtic, dirigida pel debutant Carlos Saura i protagonitzada en la seva major part per actors no professionals llevat Manuel Zarzo.

## Estrena i premis
Va ser estrenada mundialment i projectada de manera íntegra al 13è Festival Internacional de Cinema de Canes de 1960, on va ser nominada a la Palma d'Or a la millor pel·lícula, guardó que va recaure en La dolce vita, de Federico Fellini. La seva estrena a Espanya no es va produir fins a dos anys després, sofrint diverses retallades de metratge per part de la censura de l'època.
El 24 d'abril de 1962, Juan Julio Baena va ser guardonat amb el Premi Sant Jordi de Cinematografia a la millor fotografia pel seu treball en la pel·lícula.

## Sinopsi
Julián, Ramón, Juan, el Chato, Paco i Manolo són sis joves de la deprimida, suburbial i xabolista perifèria madrilenya que malviuen amb el producte dels seus assalts, furts i rampinyes. Només un d'ells, Juan, treballa com a carregador, eventualment, en el mercat de fruites de Legazpi, i és a ell a qui els altres tracten d'ajudar, solidàriament, per a fer realitat el seu somni de ser torero. Encara que aconsegueixen reunir els diners que els demana l'intermediari, tot es torça. Paco i El Chato són identificats per un taxista víctima d'un atracament mentre venen entrades per al debut del seu amic; Paco, en la seva fugida, s'amaga en un embornal i, de matinada, apareixerà mort en un femer. A la tarda, a la plaça de Vista Alegre, se celebra la correguda amb un resultat desastrós: entre esbroncs i xiulades, després de diversos intents fallits, Juan aconsegueix matar el toro.

## Repartiment
- Manuel Zarzo - Julián
- Luis Marín - Ramón
- Óscar Cruz - Juan
- Juanjo Losada - El Chato
- Ramón Rubio - Paco
- Rafael Vargas - Manolo
- María Mayer - Visi
- Antonio Jiménez Escribano – Empresari
- Arturo Ors - Don Félix
- Teresa Gisbert - Cega
- Lola García
- Ángel Calero - Don Esteban
- Miguel Merino - Vigilant del garatge
- Carmen Sánchez
- Maruja Lázaro
- Adelardo Díaz Caneja
- Francisco Bernal – Taverner
- Juan Antonio Elices - Ambrosio
- Ángel Celdrán
- Mariano Rebanal
- Faustino Ocaña
- Ángel Marco
- Milagros Guijarro
- Manuel Serrano